# أمريكي لبناني
الأميركي اللبناني هو مواطن أميركي من أصول لبنانية. وهذا يشمل لبنانيون هاجروا إلى أمريكا أو ولدوا في أميركا لأشخاص من جذور لبنانية. والأميركيون اللبنانيون هم من أكبر الجاليات العربية في الولايات المتحدة الأميركية إذ يمثلون 32.4% من العرب فيها، وبحسب إحصائيات النشطاء اللبنانيون، يوجد 3 ملايين شخص يتمتع بجذور لبنانية. اُشتهر الأميركيون اللبنانيون في مجالات إدارة الأعمال، الأكاديمية، الفنون والترفيه كما كان لهم تأثير كبير في السياسة.

## تاريخهم
أول لبناني هاجر إلى الولايات المتحدة كان طانيوس بشعلاني والذي يعرف بأنتونيوس، وهو ماروني، وصل إلى بوسطن عام 1854. توفي في نيويورك عام 1856 وهو في التاسعة عشر من عمره.
أما الهجرة اللبنانية الحقيقية بدأت أواخر القرن التاسع عشر واستوطنوا في بروكلين وبوسطن. كانوا يسمون بالسوريين مع أن معظمهم كانوا موارنة من مناطق جبال لبنان. وبنهاية العقد الثاني من القرن العشرين، أصبح عددهم 100,000 مهاجر.

## توزيعهم الجغرافي

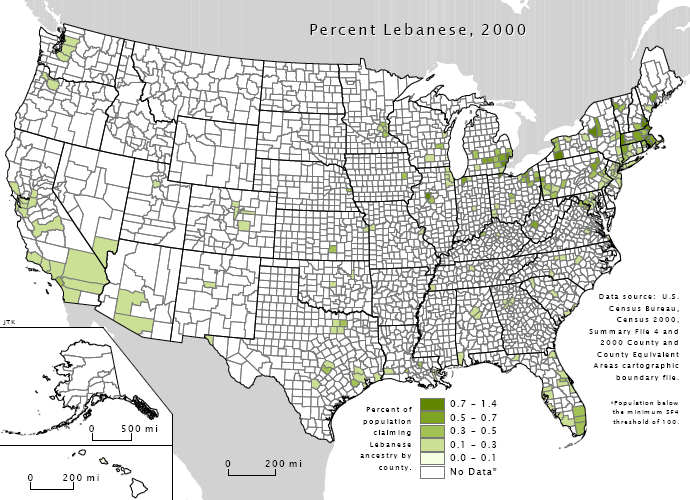
توزيع الأميركيون اللبنانيون في الولايات المتحدة

أقدم منطقة استوطنها اللبنانيون كانت منطقة بروكلين في نيويورك. وبنيت فيها الأبرشية المارونية، إحدى أبرشيتين في أمريكا، والأخرى في سانت لويس. أما أكبر كثافة لهم فهي بمدينة ديربن حيث تصل نسبتهم إلى 40%..s-Arab.Population.Doubles.Over.20.Years-1420866.shtml تضاعف عدد الأميركيون العرب خلال عشرين سنة]. أما أكبر خمس ولايات بعدد اللبنانيين، بحسب المركز الأميركي اللبناني، هي: ميشيغن بنسبة 11% من مجموع سكان الولاية، كاليفورنيا (9%)، أوهايو (6%)، فلوريدا (6%)، و ماساتشوستس (5%).